# 鴨川海洋世界

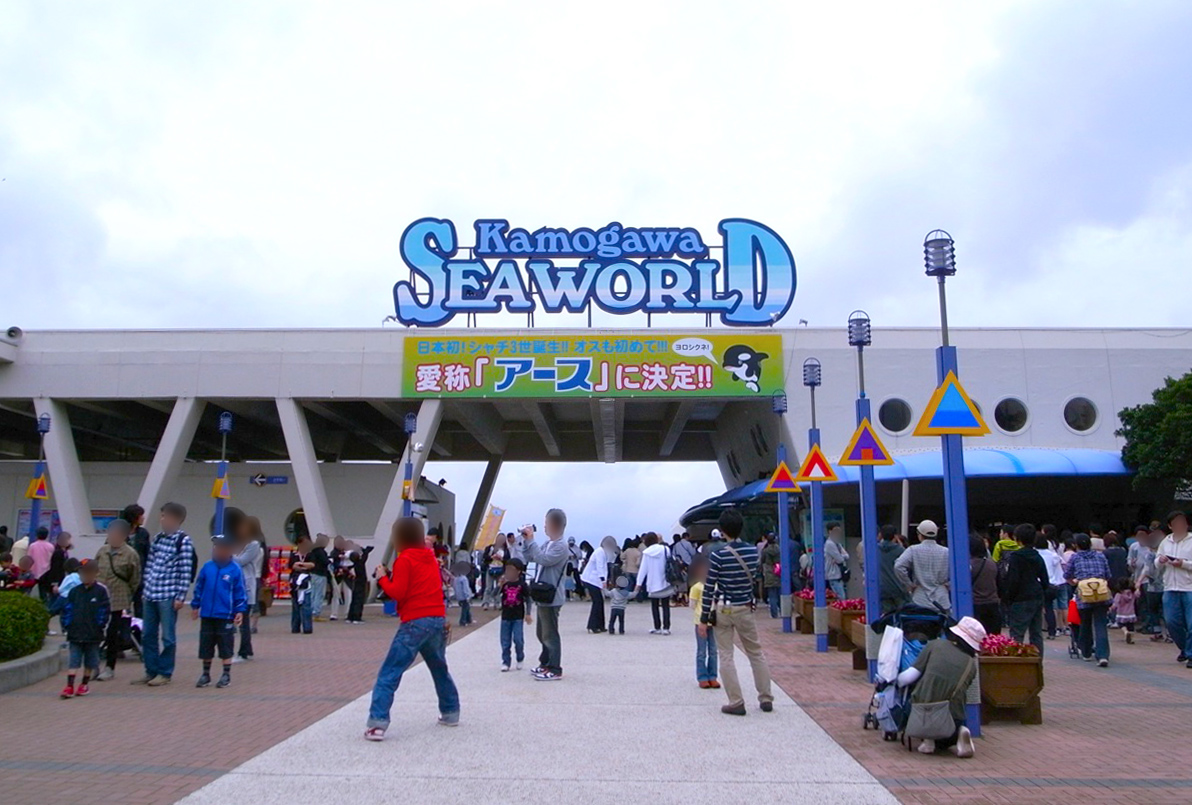
鴨川海洋世界

35°6′58.11″N 140°7′14.1″E / 35.1161417°N 140.120583°E鴨川海洋世界（日语：鴨川シーワールド）是位於千葉縣鴨川市的水族館，该水族馆于1970年10月開業。

## 外部連結
- 鴨川シーワールド （页面存档备份，存于）（日語）